# Chodov (Sokolov)
Chodov é uma cidade checa localizada na região de Karlovy Vary, distrito de Sokolov‎.